# 第14屆金馬獎
第14屆金馬獎，1977年台灣與華語電影界的年度盛事之一，得獎名單於1977年9月30日公布，頒獎典禮於1977年10月30日在台北市中山堂舉行。

## 簡介
本屆以中影出品的《筧橋英烈傳》為最大贏家。最佳男主角由《人在天涯》的秦祥林二度稱帝，同片胡茵夢獲最佳女配角獎；本屆香港嘉禾電影公司也一舉捧紅素人才女陳秋霞，以初道首部影片《秋霞》奪下最佳女主角獎而造成話題，亦是金馬獎影齡最短之影后。香港知名音樂人顧嘉輝以《秋霞》一片獲得音樂獎。1968年即以《寂寞的十七歲》獲亞洲影帝之柯俊雄，本屆以《愛有明天》獲得特別獎。

## 得獎名單
- 本屆金馬獎採事前公佈得獎名單的方式，因此無「入圍名單」。[1]

下列之標記為該獎項之得獎者。
壹、影片獎項

### 最佳卡通片
貳、個人獎項

### 最佳卡通影片編導
叄、非正式競賽

## 得獎統計
總共有13部電影獲獎，僅計入正式競賽獎項。
| 得獎數量 | 電影名稱                     | 得獎獎項                                                             |
| -------- | ---------------------------- | -------------------------------------------------------------------- |
| 6        | 《筧橋英烈傳》               | 最佳劇情片、最佳導演、最佳編劇、最佳彩色影片攝影、最佳剪輯、最佳錄音 |
| 3        | 《秋霞》                     | 優等劇情片、最佳女主角、最佳非歌劇影片音樂                           |
| 3        | 《人在天涯》                 | 優等劇情片、最佳男主角、最佳女配角                                   |
| 2        | 《未雨綢繆》                 | 最佳卡通片、最佳卡通片編導                                           |
| 2        | 《台灣與大陸的血緣》         | 優等紀錄片、最佳紀錄片策劃                                           |
| 2        | 《慶祝六十五年國慶活動》     | 最佳紀錄片、最佳紀錄片攝影                                           |
| 2        | 《千刀萬里追》               | 優等劇情片、最佳男配角                                               |
| 2        | 《乾隆下江南》               | 優等劇情片、最佳彩色影片美術設計                                     |
| 1        | 《玉》                       | 優等紀錄片                                                           |
| 1        | 《烏魚來的時候》             | 優等紀錄片                                                           |
| 1        | 《慶祝中華民國六十五年國慶》 | 優等紀錄片                                                           |
| 1        | 《追球追求》                 | 優等劇情片                                                           |
| 1        | 《艷陽三月天》               | 最佳童星                                                             |

## 外部連結
- 第14屆金馬獎名單 （页面存档备份，存于）（繁體中文）
- 時光網-第14届台湾电影金马奖 （页面存档备份，存于）